# Геликаза-зависимая амплификация
Гелика́за-зави́симая амплифика́ция (англ. helicase-dependent amplification, HDA), также гелика́за-зави́симая изотерми́ческая амплифика́ция, — это метод амплификации ДНК in vitro, который, в отличие от полимеразной цепной реакции, осуществляется при постоянной температуре.

## Введение
Полимеразная цепная реакция является наиболее широко используемым методом амплификации ДНК in vitro в молекулярной биологии и биомедицинских исследованиях. Этот процесс включает разделение двухцепочечной ДНК при высокой температуре на одноцепочечную (этап денатурации, обычно достигаемый при 95-97 °C), отжиг праймеров к одноцепочечной ДНК (этап отжига) и копирование одноцепочечной ДНК для создания новой двухцепочечной ДНК (этап удлинения, для которого требуется ДНК-полимераза), что требует проведения реакции в термоциклере. Эти настольные машины большие, дорогие и требуют больших затрат на эксплуатацию и обслуживание, что ограничивает применение амплификации ДНК в ситуациях вне лаборатории (например, при идентификации потенциально опасных микроорганизмов на месте расследования или при оказании помощи пациенту). Хотя ПЦР обычно ассоциируется с термоциклированием, в оригинальном патенте Mullis et al. раскрыто использование геликазы в качестве средства для денатурации двуцепочечной ДНК, что включает изотермическую амплификацию нуклеиновых кислот. В естественных условиях ДНК реплицируется ДНК-полимеразами с различными вспомогательными белками, включая ДНК-геликазы, которые разделяют цепи ДНК путём раскручивания двойной спирали ДНК. Метод HDA был разработан на основе этой концепции, и использует геликазу для денатурации ДНК.

## Методология
Нити двухцепочечной ДНК сначала разделяются ДНК-геликазой и покрываются белками, связывающими одноцепочечную ДНК (ssDNA). На втором этапе два праймера, специфичные для конкретной последовательности, гибридизуются с каждой границей шаблона ДНК. Затем ДНК-полимераза используется для удлинения праймеров, отжигаемых на шаблонах, для получения двухцепочечной ДНК, а два вновь синтезированных продукта ДНК затем используются в качестве субстратов ДНК-геликазой, вступая в следующий раунд реакции. Таким образом, развивается одновременная цепная реакция, приводящая к экспоненциальной амплификации выбранной целевой последовательности (схему см. в Vincent et al., 2004).

## Преимущества и недостатки HDA
С момента публикации своего открытия технология HDA используется для выявления ДНК Clostridium difficile; кроме того разработан тест для выявления золотистого стафилококка. Преимуществом HDA является то, что он обеспечивает возможность быстрой амплификации целевых нуклеиновых кислот при изотермических условиях и не требует использования термоциклера и, следовательно, позволяет проводить исследования в полевых условиях. Однако большая часть работы, необходимой для выявления потенциально опасных микроорганизмов, проводится в исследовательских/больничных лабораториях. Массовая диагностика по большому количеству образцов всё ещё не может быть достигнута с помощью HDA, в то время как ПЦР-реакции, проводимые в термоциклере, вмещающем многолуночные планшеты, позволяют амплифицировать целевую ДНК в десятках или даже сотнях образцов. Кроме того, реагенты для HDA, часто поставляемые в виде готовых наборов, cтоят дороже, чем стандартные реагенты для ПЦР.